# Pususoo
Pususoo är en sumpmark i Estland.   Den ligger i landskapet Harjumaa, i den centrala delen av landet, 60 km sydost om huvudstaden Tallinn.